# Volksabstimmungen in der Schweiz 1902
Dieser Artikel bietet eine Übersicht der Volksabstimmungen in der Schweiz im Jahr 1902.
In der Schweiz fand auf Bundesebene eine Volksabstimmung statt, im Rahmen eines Urnengänge am 23. November. Dabei handelte es sich um ein obligatorisches Referendum.

## Abstimmung am 23. November 1902

### Ergebnis
| Nr. | Vorlage                                                                                   | Art | Stimm- berechtigte | Abgegebene Stimmen | Beteiligung | Gültige Stimmen | Ja      | Nein    | Ja-Anteil | Nein-Anteil | Stände | Ergebnis |
| --- | ----------------------------------------------------------------------------------------- | --- | ------------------ | ------------------ | ----------- | --------------- | ------- | ------- | --------- | ----------- | ------ | -------- |
| 59  | Bundesbeschluss betreffend die Unterstützung der öffentlichen Primarschule durch den Bund | OR  | 757'320            | 353'177            | 46,63 %     | 338'996         | 258'567 | 080'429 | 76,27 %   | 23,73 %     | 21½:½  | ja       |

### Unterstützung öffentlicher Primarschulen
Nachdem Volk und Stände 1882 den so genannten «Schulvogt» abgelehnt hatten, blieb Artikel 27 der Bundesverfassung weiterhin ohne Ausführungsgesetz. Somit fehlte dem Bund noch immer die Möglichkeit, den unentgeltlichen und «genügenden» Primarschulunterricht durchzusetzen. Andererseits fehlte es den Kantonen vielfach an finanziellen Mitteln, um überhaupt einen solchen Unterricht flächendeckend anbieten zu können. Eine 1893 vom Parlament überwiesene Motion des St. Galler Nationalrats Theodor Curti verlangte vom Bundesrat eine Gesetzesvorlage. Nach jahrelangen Debatten kamen beide Parlamentskammern zum Schluss, dass eine Ergänzung des Schulartikels erforderlich sei. Allerdings strichen sie die für das spätere Gesetz vorgesehenen Bedingungen ersatzlos und ein zusätzlicher Absatz hielt ausdrücklich fest, dass die Organisation, Leitung und Beaufsichtigung der Primarschulen weiterhin Sache der Kantone bleibt. Somit sprach der neue Artikel 27bis den Kantonen Bundessubventionen zur Sicherstellung eines genügenden Primarschulunterrichts zu, ohne ihre Souveränität zu beschränken. Da sämtliche Befürchtungen möglicher Gegner entkräftet werden konnten, gab es keine nennenswerte Opposition. Erwartungsgemäss erfuhr die Vorlage bei den Stimmberechtigten eine sehr deutliche Zustimmung, eine Nein-Mehrheit gab es lediglich im Kanton Appenzell Innerrhoden.